# Progon Asie Bibi
Progon Asie Bibi je sudski progon pakistanske katolkinje Asie Noreen, poznatije kao Asia Bibi zbog tzv. bogohuljenja prema pakistanskome zakonu. Osuđena je na smrt 2010. godine. Međutim, Vrhovni sud oslobodio ju je optužbe 2018. godine.
U lipnju 2009. godine, tijekom berbe plodova u polju, Asia Bibi pila je vodu iz zajedničke čaše s lokalnim ženama, koje su muslimanke. Žene su to smatrale uvredljivim zbog svoje vjere, a čašu vidjele kao "kontaminiranu". To je rezultiralo svađom između njih, nakon koje su žene optužile Asiu Bibi za bogohuljenje.
Godine 2010. sudac u Sheikhupuri osudio je Asiu Bibi na smrt, što ga je potvrdio Visoki sud u Lahoreu. Peticije su poslane za njezino puštanje na slobodu, uključujući i jednu koju je poslao papa Franjo. Papa Franjo je u veljači 2018. u privatnu audijenciju primio supruga i najmlađu kćer Asie Bibi te Rebeccu Bitrus, mladu Nigerijku koja je dvije godine bila u zatočeništvu Boko Harama.
Njen suprug se žalio na visoki sud. Salman Taseer, guverner Punjaba, podržao je Asiu Bibi i zatražio od predsjednika Asif Alija Zardarija da je pomiluje. Zbog njegove podrške, guvernera Taseera ubio je njegov stražar Mumtaz Qadri.
Podneseno je nekoliko žalbi, a Visoki sud je potvrdio presudu. U listopadu 2014., Visoki je sud Lahorea odbio njezinu žalbu. U studenom 2014. njezin je odvjetnik uložio žalbu Vrhovnom sudu.
Još jedan kršćanin je uhapšen 2017. godine u Pakistanu uz optužbu da je uvrijedio proroka Muhameda. Dogodilo se to u državi Punjab, a slučaj je obznanila policija u Lahoreu. Otvorena je istraga i to na optužbu jednog stanovnika prema kojemu je neimenovani kršćanin, koji je radio kao čistač u jednoj privatnoj bolnici, „izgovorio provokativna i neprijateljska opažanja“, s obzirom na poroka Muhameda.
Dana, 31. listopada 2018. godine, Vrhovni sud Pakistana, pod predsjedanjem suca Saqiba Nisara, oslobodio je Asiu Bibi. Iako je većina javnosti podržala odluku, rezultiralo je prosvjedima islamskih stranaka, uglavnom Tehreek-e-Labaik i pozivom na linč. Asia Bibi zatražila je azil izvan Pakistana, ali još nije napustila zemlju.